# Nectarinia rockefelleri
Nectarinia rockefelleri é uma espécie de ave da família Nectariniidae.
Pode ser encontrada nos seguintes países: República Democrática do Congo, possivelmente Burundi e possivelmente em Ruanda.
Os seus habitats naturais são: regiões subtropicais ou tropicais húmidas de alta altitude e matagal tropical ou subtropical de alta altitude.
Está ameaçada por perda de habitat.